# Ang Probinsyano
Ang Probinsyano – filipiński serial telewizyjny emitowany od 28 września 2015 do 12 sierpnia 2022 przez stację ABS-CBN.